# 子岸镇
子岸乡，是中华人民共和国河南省濮阳市濮阳县下辖的一个乡镇级行政单位。

## 行政区划
子岸乡下辖以下地区：
子岸集村、西掘地村、史掘地村、赵掘地村、大掘地村、东店当村、西店当村、高庄村、陈丁村、王丁村、冯丁村、孙河沟村、张河沟村、段河沟村、李河沟村、季家寨村、陆城村、汪寨村、马寨村、刘寨村、高寨村、高铺村、杨寨村、贾村、中子岸村、文寨村、东柳村、西柳村、齐劝村、化寨村、岳辛庄村、西子岸村、沙窝村、故县村、王良庄村、邹铺村、崔良庄村、刘良庄村、李子元村、大陈村和三里店村。